# قائمة حلقات كذبتك في أبريل
كذبتكِ في أبريل هو مسلسل أنمي مُقتبس مِن سلسلة المانغا التي تحمل ذات الاسم من كتابة ناوشي أراكاوا [الإنجليزية]. تَروي الحِكايَة قِصّة الفَتى كوسي أريما وهوَ عازِف بيانو مشهور يَعتَزِل العَزف بعدَ وفاة والِدته، وتمضي السنين ويتعرّف على فتاةٍ أحبّها وتُعيدُه لعالَم البيانو من جديد.
أُخرج الأنمي بواسطة كيوهي إيشيغورو في أيه-1 بيكتشرز، ومن كتابة تاكاو يوشيوكا، وتصميمات الشخصيات وإخراج الرسوم المتحركة بواسطة يوكيكو أيكي وآخرًا، تلحين الموسيقى من ماسارو يوكوياما. بدأ بثّ الأنمي من 9 أكتوبر 2014 إلى 19 مارس 2015م على قناة نويتامينا على تلفزيون فوجي. أصدرت أنيبلكس السلسلة في اليابان على أقراص بلو-راي ودي ڤي دي اعتبارًا من 25 فبراير 2015م رُخّصت السلسلة من قِبَل أنيبليكس الأمريكية في أمريكا الشمالية، والتي قامت ببثّ السلسلة في نفس الوقت على قناة أنيبليكس وكرانشي رول وهولو وفيوستر. قامت مادمان إنترتنمنت بترخيص المسلسل في أستراليا ونيوزيلندا، مما جعل السلسلة متاحةً على أنميلاب. قامت شركة أنمي ليميتد بترخيص المسلسل في المملكة المتحدة وأيرلندا.

## قائمة الحلقات
| رقم الحلقة | عنوان الحلقة                                          | تاريخ العرض الأصلي |
| ---------- | ----------------------------------------------------- | ------------------ |
| 1          | «نغمة مفردة/ متزين بالألوان» (モノトーン / カラフル)  | 9 أكتوبر 2014      |
| 2          | «صديق مقرّب» (友人A)                                   | 16 أكتوبر 2014     |
| 3          | «منتصف الرَّبيع» (春の中)                               | 23 أكتوبر 2014     |
| 4          | «الانطلاق» (旅立ち)                                   | 30 أكتوبر 2014     |
| 5          | «سماء غائِمَة» (どんてんもよう)                         | 6 نوفمبر 2014      |
| 6          | «طريق العوْدَة» (帰り道)                                | 13 نوفمبر 2014     |
| 7          | «همس الظّلال» (カゲささやく)                           | 20 نوفمبر 2014     |
| 8          | «ليَرنَّ» (響け)                                         | 27 نوفمبر 2014     |
| 9          | «رنِين» (共鳴)                                         | 4 ديسمبر 2014      |
| 10         | «المنظر الّذي تشاركناه» (君といた景色)                 | 11 ديسمبر 2014     |
| 11         | «نورُ الحيَاة» (命の灯)                                 | 18 ديسمبر 2014     |
| 12         | «تَلألأ أيُّها النَّجمُ الصَّغير» (トゥインクル リトルスター) | 8 يناير 2015       |
| 13         | «أسى الحُبّ» (愛の悲しみ)                               | 15 يناير 2015      |
| 14         | «آثار أقدام» (足跡)                                   | 22 يناير 2015      |
| 15         | «كاذِب» (うそつき)                                     | 29 يناير 2015      |
| 16         | «اثنَتان مُتشابهتَان» (似たもの同士)                     | 5 فبراير 2015      |
| 17         | «ضوء» (トワイライト)                                  | 12 فبراير 2015     |
| 18         | «اجتماع القُلُوب» (心重ねる)                            | 19 فبراير 2015     |
| 19         | «وداعًا يا بطل» (さよならヒーロー)                     | 26 فبراير 2015     |
| 20         | «يدًا بيَد» (手と手)                                    | 5 مارس 2015        |
| 21         | «ثلج» (雪)                                            | 12 مارس 2015       |
| 22         | «نسيم الرَّبيع» (春風)                                  | 19 مارس 2015       |
| أوڤا       | «لحظات»                                               | 15 مايو 2015       |

## إصدارات الأقراص
أصدرت أنيبلكس دي ڤي دي وبلو-راي للسّلسلة في تسعِ مُجلَّدات، مع صدور المجلد الأول في 25 فبراير 2015، والمجلد الأخير في 28 أكتوبر 2015. دُبلجت السلسلة لاحقًا إلى الإنجليزية، وصدرت في مجلدين في أمريكا الشمالية، بواسطة أنبيلكس الأمريكية، مع صدور المجلد الأول في 29 مارس 2016، والمجلد الأخير في 31 مايو 2016. في أستراليا ونيوزيلندا، أصدَرَت مادمان الترفيهية السلسلة في مجلدين، مع صدور المجلد الأول في 6 يوليو 2016. في المملكة المتحدة، أنمي ليميتد أصدرت السلسلة في مجلدين، مع صدور الأول في 14 نوفمبر 2016.
في 2020، جمّعت أنيبلكس المجلدات التسعة وحلقة الأوڤا في مجموعة صندوق كامل وصدر في 1 أبريل 2020.
| المجلد | المجلد      | الحلقات        | تاريخ الإصدار  | م.    |
| ------ | ----------- | -------------- | -------------- | ----- |
|        | 1           | 1              | 25 فبراير 2015 | [ 6 ] |
| 2      | 2–3         | 25 مارس 2015   | [ 13 ]         |       |
| 3      | 4–5         | 22 أبريل 2015  | [ 14 ]         |       |
| 4      | 6–7         | 27 مايو 2015   | [ 15 ]         |       |
| 5      | 8–10        | 24 يونيو 2015  | [ 16 ]         |       |
| 6      | 11–13       | 22 يوليو 2015  | [ 17 ]         |       |
| 7      | 14–16       | 26 أغسطس 2015  | [ 18 ]         |       |
| 8      | 17–19       | 23 سبتمبر 2015 | [ 19 ]         |       |
| 9      | 20–22       | 28 أكتوبر 2015 | [ 7 ]          |       |
| مجموعة | 1–22 + أوڤا | 1 أبريل 2020   | [ 12 ]         |       |

| المجلد | المجلد | الحلقات      | تاريخ الإصدار | م.    |
| ------ | ------ | ------------ | ------------- | ----- |
|        | 1      | 1–11         | 29 مارس 2016  | [ 8 ] |
| 2      | 12–22  | 31 مايو 2016 | [ 9 ]         |       |

| المجلد | المجلد | الحلقات      | تاريخ الإصدار | م.     | م. بلو-راي |
| ------ | ------ | ------------ | ------------- | ------ | ---------- |
|        | 1      | 1–11         | 6 يوليو 2016  | [ 10 ] | [ 20 ]     |
| 2      | 12–22  | 3 أغسطس 2016 | [ 21 ]        | [ 22 ] |            |

| المجلد | المجلد | الحلقات     | تاريخ الإصدار  | م.     | م. بلو-راي |
| ------ | ------ | ----------- | -------------- | ------ | ---------- |
|        | 1      | 1–11        | 14 نوفمبر 2016 | [ 11 ] | [ 23 ]     |
| 2      | 12–22  | 8 مايو 2017 | [ 24 ]         | [ 25 ] |            |